# Carlos Castillo-Chavez
 (août 2025).
La mise en forme du texte ne suit pas les recommandations de Wikipédia : il faut le « wikifier ».
Les points d'amélioration suivants sont les cas les plus fréquents. Le détail des points à revoir est peut-être précisé sur la page de discussion.
- Les titres sont pré-formatés par le logiciel. Ils ne sont ni en capitales, ni en gras.
- Le texte ne doit pas être écrit en capitales (les noms de famille non plus), ni en gras, ni en italique, ni en « petit »…
- Le gras n'est utilisé que pour surligner le titre de l'article dans l'introduction, une seule fois.
- L'italique est rarement utilisé : mots en langue étrangère, titres d'œuvres, noms de bateaux, etc.
- Les citations ne sont pas en italique mais en corps de texte normal. Elles sont entourées par des guillemets français : « et ».
- Les listes à puces sont à éviter, des paragraphes rédigés étant largement préférés. Les tableaux sont à réserver à la présentation de données structurées (résultats, etc.).
- Les appels de note de bas de page (petits chiffres en exposant, introduits par l'outil «  Source ») sont à placer entre la fin de phrase et le point final[comme ça].
- Les liens internes (vers d'autres articles de Wikipédia) sont à choisir avec parcimonie. Créez des liens vers des articles approfondissant le sujet. Les termes génériques sans rapport avec le sujet sont à éviter, ainsi que les répétitions de liens vers un même terme.
- Les liens externes sont à placer uniquement dans une section « Liens externes », à la fin de l'article. Ces liens sont à choisir avec parcimonie suivant les règles définies. Si un lien sert de source à l'article, son insertion dans le texte est à faire par les notes de bas de page.
- La présentation des références doit suivre les conventions bibliographiques. Il est recommandé d'utiliser les modèles {{Ouvrage}}, {{Chapitre}}, {{Article}}, {{Lien web}} et/ou {{Bibliographie}}. Le mode d'édition visuel peut mettre en forme automatiquement les références.
- Insérer une infobox (cadre d'informations à droite) n'est pas obligatoire pour parachever la mise en page.

Pour une aide détaillée, merci de consulter Aide:Wikification.
Si vous pensez que ces points ont été résolus, vous pouvez retirer ce bandeau et améliorer la mise en forme d'un autre article.
Carlos Castillo-Chavez (né en 1952) est un mathématicien mexicain, directeur émérite et fondateur du Centre des sciences de la modélisation mathématique et computationnelle de l'université d'État de l'Arizona. Il est professeur Regents et professeur de biologie mathématique Joaquín Bustoz Jr. (en) à l'université d'État de l'Arizona. Le professeur Castillo-Chavez était directeur exécutif de l'Institut de biologie mathématique et théorique (MTBI) et de l'Institut de renforcement de la compréhension des mathématiques et des sciences. Il a également été recteur de l'Université Yachay Tech en Équateur de 2016 à 2018. En 2019, Castillo-Chavez est professeur invité dans la division de mathématiques appliquées et la Data Science Initiative de l'université Brown. 

## Biographie
Castillo-Chavez est arrivé aux États-Unis depuis le Mexique en 1974, à l'âge de 22 ans. Il a commencé à travailler dans une fromagerie du Wisconsin pour subvenir à ses besoins. Il a ensuite repris ses études en mathématiques en postulant à l'université du Wisconsin à Stevens Point, où il a obtenu son diplôme en 1976, avec double diplôme en mathématiques et en littérature espagnole. Il a poursuivi ses études de maîtrise en mathématiques à l'université du Wisconsin à Milwaukee. Il est titulaire d'un doctorat en mathématiques de l'université du Wisconsin à Madison (1984). Avant de rejoindre l'université d'État de l'Arizona en 2004, il a enseigné à l'université Cornell pendant 18 ans. Il a publié des articles et des ouvrages scientifiques et a fait partie de comités et de comités d’organisations telles que la Fondation nationale pour la science (NSF), la Fondation Alfred P. Sloan, les Instituts nationaux de la santé, la Société de mathématiques appliquées et l'American Mathematical Society. 
En tant qu’épidémiologiste mathématique, ses recherches s’intéressent aux mécanismes qui sous-tendent la propagation des maladies, et à leur endiguement, la prévention de leur propagation et leur élimination. En 2006, l’université d'État de l'Arizona l’a décrit comme l’un des mathématiciens les plus en vue du pays, un expert en modélisation épidémiologique de maladies infectieuses (en) et l’un des principaux contributeurs de la littérature sur la progression des maladies. 
Ses 50 étudiants de doctorat comprennent 20 femmes, 29 issus des groupes sous-représentés des États-Unis et 7 de l'Amérique latine. Il a été co-directeur de recherche auprès de plus de 500 étudiants, principalement par le biais de l'Institut de biologie mathématique et théorique (MTBI), qu'il a fondé en 1996. Reconnu par ses compétences de mentorat et de motivation, le professeur Carlos Castillo-Chavez a inspiré des centaines d’étudiants à devenir également des mentors et à consacrer des efforts au service des autres. Il a été récompensé pour ses travaux visant à améliorer les perspectives de réussite scolaire et à fournir des possibilités de recherche aux groupes sous-représentés en mathématiques et en biologie. Une lettre inspirante mentionne Carlos Castillo-Chavez en tant que chercheur rock star et mentor désintéressé. 

## Prix et distinctions
Il a reçu trois prix de la Maison Blanche (1992, 1997 et 2011). Son programme MTBI a reçu les Prix présidentiels pour l'excellence en mentorat en sciences, mathématiques et ingénierie (PAESMEM),. Il est lauréat en 2010 du 12ème prix du service public distingué de l'American Mathematical Society. Il a reçu le prix 2007 du mentor de l'Association américaine pour l'avancement des sciences (AAAS) et il est le 17ème lauréat du prix SIAM pour services rendus à la profession. 
Il a été membre du conseil de l'enseignement supérieur de la National Academy of Sciences (2009-2015) et a siégé au comité du président Barack Obama sur la médaille nationale de la science (2010-2015),. 
Il est membre de l'Association américaine pour l'avancement des sciences, de la Société de mathématiques industrielles et appliquées (SIAM); Membre fondateur de l'American Mathematical Society et de l'American College of Epidemiology (ACE). Il a été professeur honoraire à l'Université de Xi'an Jiatong en Chine, à l'Université de Belgrano en Argentine et à l'Université d'État de l'Est du Tennessee. Auparavant, il a été nommé chercheur distingué Stanislaw M. Ulam au Laboratoire national de Los Alamos, Cátedra Patrimonial de l’UNAM à Mexico et titulaire de la chaire Martin Luther King Jr. du MIT. 
Le 24 février 2016, l'Université Francisco Gavidia a inauguré le Centro de Modelaje Matemático Carlos Castillo-Chavez, dans la ville de San Salvador, au Salvador. Castillo-Chavez siège au comité consultatif de la NSF sur l'éducation et les ressources humaines (2016-2019) et aux comités consultatifs de la NSF sur la cyberinfrastructure (2016-2019). 
Il est le premier récipiendaire du prix exceptionnel du Dr. William Yslas Velez pour la STEM, co-sponsorisé par la Victoria Foundation et la tribu Pasqua Yaqui de l'Arizona (2015). Il est élu membre extraordinaire de la section de mathématiques de l'AAAS.
La liste du Mathematics Genealogy Project de Castillo-Chavez figure parmi les 200 meilleurs mentors de doctorants en histoire des mathématiques. Il a 50 étudiants et 54 descendants. En avril 2017, l'université Brown a invité Castillo-Chavez à donner une conférence dans la série "Thinking Out Loud", sur le rôle de la contagion dans la construction et la durabilité des communautés. 
Pour l'année 2019, il a été invité en tant que professeur invité principal de la division de mathématiques appliquées et de la Data Science Initiative de l'université Brown. La Fondation Pete C. Garcia, Victoria lui décerné le Prix de l'enseignement supérieur le 4 septembre 2019.

## Postes
Parmi les nombreuses fonctions et postes qu'il a occupés durant sa carrière figurent : l'école de l'évolution humaine et du changement social ; l'Institut mondial de la durabilité, scientifique distingué en durabilité ; le Centre Simon A. Levin des sciences en mathématiques, calcul et modélisation dont il a été directeur fondateur  ; le Centre ASU-SFI pour les systèmes complexes biosociaux ; la  Faculté des sciences de la vie  ; l'École d'études transfrontalières  ; l'Institut de recherche en sciences sociales ; le Centre pour l'équité entre les sexes dans le domaine de la science et de la technologie 
Il a également été membre externe de la Faculté du Santa Fe Institute, et adjoint de la Faculté de l'Université Cornell en Statistiques biologiques et biologie computationnelle.

## Travaux
Le programme de recherche de Carlos Castillo-Chavez se situe à l'interface des sciences mathématiques, naturelles et sociales , avec un accent mis sur :
- le rôle des paysages sociaux dynamiques sur la dispersion, l'évolution et le contrôle des maladies;
- l'étude du risque environnemental, des structures sociales et du comportement humain sur la dynamique de la maladie, y compris la dépendance.

Des modèles pour la diffusion de concepts scientifiques, d'idées ou d'informations basées sur les médias ont été introduits. La recherche sur la dynamique des armes à feu et leur relation avec les tirs «de masse» récurrents est menée principalement sous la direction de Sherry Towers. 
Castillo-Chavez a co-écrit plus de 250 publications et une douzaine de livres, manuels, monographies de recherche et volumes édités. Castillo-Chavez et ses collaborateurs mènent des recherches sur le rôle du comportement et de la mobilité dans la dynamique des maladies émergentes et réémergentes, notamment Ebola, la grippe, la tuberculose et Zika. Enfin, la dynamique de l'apprentissage actif et collaboratif inspirée et soutenue par les efforts de mentorat approfondis menés par le biais de l'Institut de biologie mathématique (MTBI), fondé en 1996, a donné lieu à des publications mettant en évidence des modèles et des cadres pour l'apprentissage collaboratif par le biais de recherches inspirées par l'utilisateur. 

## Fondateur de l'Institut de biologie mathématique et théorique ou MTBI (1996)
Carlos Castillo-Chavez a créé l'Institut de biologie mathématique et théorique (MTBI) en 1996 à l'Université Cornell, avant de l'installer à l'université d'État de l'Arizona au printemps 2004. Le financement du MTBI a été fourni par l’Université Cornell et le Laboratoire national Los Alamos (Division T) de 1996 à 2004. Actuellement, le MTBI est financé en partie par la National Science Foundation (NSF), la National Security Agency (NSA), l’Arizona State University et le bureau du vice-président exécutif et du doyen de l’Université. Le niveau élevé de soutien financier et administratif fourni par ASU à MTBI témoigne de son engagement sérieux en faveur du recrutement et du maintien des ressources dans les domaines des mathématiques et des sciences. 
Le MTBI est une expérience de recherche estivale intensive qui prépare les étudiants de premier cycle aux rigueurs de la recherche de deuxième cycle à la croisée des mathématiques, des statistiques et des sciences naturelles et sociales. Certains étudiants sont invités à l'Arizona State University pendant huit semaines. Ils partagent leur temps entre l'enseignement en classe des méthodes de recherche et des projets de recherche pratiques. 
MTBI a recruté et inscrit au total 507 étudiants réguliers du premier cycle et 78 étudiants avancés (de retour). Parmi ces étudiants réguliers, 420 sont citoyens américains ou résidents permanents; 290 sont des minorités sous-représentées et / ou membres du programme Sloan Pipeline, le programme prend également en compte la sous-représnetation des femmes  dans les domaines des mathématiques et des sciences de la vie au niveau du doctorat.

## Directeur de l'Institute for Strengthening and The Joaquin Bustoz Math-Science Honors Program (JBMSHP)
Le programme de spécialisation en mathématiques et sciences avec spécialisation Joaquin Bustoz Jr. (JBMSHP) est un programme de résidence en mathématiques destiné aux étudiants adultes et motivés qui s'intéressent aux carrières universitaires exigeant des cours en mathématiques, en sciences ou en génie et qui sont généralement sous-représentés dans ces domaines  d'étude. Parmi les participants sélectionnés figurent des étudiants de première génération attachés à un college et des étudiants de divers horizons issus d'écoles secondaires de l'ensemble de l'État de l'Arizona, y compris des communautés rurales et de la nation Navajo.  
Les frais de scolarité, de logement et de repas, de manuels scolaires et de classe sont fournis sans frais à l’élève. 

Depuis 1985, 2 820 étudiants ont participé au JBMSHP. 58% des participants étaient des femmes. 50% sont hispaniques, 16% sont amérindiens, 13% sont asiatiques, 13% sont caucasiens et 8% sont afro-américains. 35% des étudiants qui fréquentent le JBMSHP y assistent pendant plusieurs étés, accumulant jusqu'à 11 crédits universitaires avant de s'inscrire dans une université pour la première fois. 
Depuis 1985, 73% des diplômés de JBMSHP ayant fréquenté l'ASU ont obtenu un diplôme de l'ASU.

## Carlos Castillo-Chavez et le Math Genealogy Project
Le Mathematics Genealogy Project (MGP) est une initiative visant à rassembler toutes les informations possibles sur les mathématiciens du monde qui obtiennent un doctorat en mathématiques. Carlos Castillo-Chavez compte actuellement 50 étudiants en doctorat, étant le seul mathématicien latino-américain à figurer dans les 250 premières places.  

## Fondateur du Centre des sciences de la modélisation, du calcul et de la modélisation Simon A. Levin ou SAL-MCMSC (2008)
Les mathématiques appliquées aux sciences de la vie et des sciences sociales (AMLSS) étudient et intègrent des domaines complexes des sciences physiques, de la vie et des sciences sociales tout en préparant une nouvelle génération d’étudiants en mathématiques. L’objectif de ces programmes est de développer des aptitudes à la pensée critique et des compétences utiles en mathématiques, ainsi qu’une appréciation des contributions des mathématiques aux domaines des sciences, de l’ingénierie, du commerce, des gouvernements et de l’économie. Le nom du centre a été motivé par les travaux menés par Simon A. Levin (en), professeur distingué au département d'écologie et d'évolution et directeur du Center for BioComplexity de l'université de Princeton. 

## Fondateur des programmes universitaires de mathématiques appliquées aux sciences de la vie et des sciences sociales
Carlos Castillo-Chavez a fondé les programmes universitaires de mathématiques appliquées aux sciences de la vie et des sciences sociales (2008) au niveau doctorat et B.Sc. .
Le programme de doctorat de mathématiques appliquées aux sciences de la vie et des sciences sociales (Applied Mathematics in the Life and Social Scienceses, AMLSS) de l'université d'État de l'Arizona produit une nouvelle génération de scientifiques ayant une compréhension des problèmes mondiaux et une formation à la théorie et aux méthodes quantitatives, censée les rendre capablese s'"adapter rapidement à l'évolution de la demande d'emploi constatée dans des domaines tels que la sécurité intérieure, la biologie de la durabilité et de la conservation, la dynamique des systèmes urbains, la santé publique, l'évolution des maladies et la dépendance, les infrastructures. et la recherche technologique.  
AMLSS a été créé en 2008 et est soutenu par le Centre des sciences mathématiques, informatiques et de modélisation Simon A. Levin. Là aussi sont prises en compte les minorités sous-représentées.  

## Sélection de publications
- Carlos Castillo-Chavez, Fred Brauer et Zhilan Feng (2019). Mathematical Models in Epidemiology. New York: Springer,  (ISBN 9781493998265).
- Carlos Castillo-Chavez, Fred Brauer (2013). Mathematical Models for Communicable Diseases. SIAM,  (ISBN 9781611972412).
- Clemence, Dominic; Gumel, Abba; Castillo-Chávez, Carlos; Mickens, Ronald E. (2006). Mathematical studies on human disease dynamics: emerging paradigms and challenges: Conférence de recherche d'été commune AMS-IMS-SIAM, competitive mathematical models of disease dynamics: emerging paradigms and challenges, Snowbird, Utah, 17-21 juillet 2005. Providence, Rhode Island: American Mathematical Society.  (ISBN 0-8218-3775-3).
- Castillo-Chávez, Carlos (2003). Bioterrorism: mathematical modeling applications in homeland security. Philadelphie: Société de Mathématiques Industrielles et Appliquées.  (ISBN 0-89871-549-0).
- Blower, Sally; Castillo-Chávez, Carlos (Ed) (2002). Mathematical approaches for emerging and reemerging infectious diseases: an introduction. Berlin: Springer.  (ISBN 0-387-95354-X).
- Castillo-Chávez, Carlos; Brauer, Fred (2001). Mathematical models in population biology and epidemiology. Berlin: Springer.  (ISBN 0-387-98902-1).
- Carlos Castillo-Chavez (éditeur) (1989). Mathematical and Statistical Approaches to AIDS Epidemiology. Springer-Verlag Berlin Heidelberg.  (ISBN 978-3-540-52174-7).

Articles scientifiques (sélectionnés / les plus cités parmi plus de 250 publications) 
- Castillo-Chavez Carlos, Derdei Bichara et Benjamin R. Morin. Perspectives on the role of mobility, behavior, and time scales in the spread of diseases. Actes de l'Académie nationale des sciences, 113 (51): 14582–14588, 2016.
- Chowell, D., C. Castillo-Chavez, S. Krishna, X Qiu, Modelling the effect of early detection of Ebola- The Lancet Infectious Diseases, 15 (2): 148-149, 2015.
- Carlos Castillo-Chavez, Roy Curtiss, Peter Daszak, Simon A. Levin, Oscar Patterson-Lomba, Charles Perrings, George Poste et Sherry Towers. Beyond Ebola: lessons to mitigate future pandemics. The Lancet Global Health 3 (7), e354-e355. 2015
- Eli P. Fenichel, Carlos Castillo-Chavez, MG Ceddia, Gerardo Chowell, Paula A. Gonzalez Parra, Graham J. Hickling, Garth Holloway, Richard Horan, Benjamin Morin, Charles Perrings, Michael Springborn, Leticia Velazquez et Cristina Villalobos, “ Adaptive human behavior in epidemiological models,” Proceedings of the National Academy of Sciences PNAS, États-Unis d'Amérique 2011; 108: 6306-11
- Castillo-Chavez, C. et B. Song: «Dynamical Models of Tuberculosis and applications », Journal of Mathematical Biosciences and Engineering, 1 (2): 361-404, 2004.
- Castillo-Chavez C., Z. Feng et W. Huang. On the computation Ro and its role on global stability, In: Mathematical Approaches for Emerging and Reemerging Infectious Diseases: An Introduction, IMA Volume 125, 229-250, Springer-Verlag, Berlin-Heidelberg-New York. Edité par Carlos Castillo-Chavez avec Pauline van den Driessche, Denise Kirschner et Abdul-Aziz Yakubu, 2002.
- Chowell, G., Hengartner, NW, Castillo-Chavez, C., Fenimore, PW, Hyman, JM The Basic Reproductive Number of Ebola and the Effects of Public Health Measures:  The Cases of Congo and Uganda." Journal of Theoretical Biology, 229 (1): 119-126 (juillet 2004)